# Campeonato Paulista de Futebol de 1989
O Campeonato Paulista de Futebol de 1989 (também chamado de Copa Centenário da República) foi a 49.ª edição do campeonato organizado pela Federação Paulista de Futebol. Teve o São Paulo como campeão e o São José como vice.
Os artilheiros foram Toninho, da Portuguesa, e Toni, do São José, ambos com 13 gols.